# 21 maj
21 maj är den 141:a dagen på året i den gregorianska kalendern (142:a under skottår). Det återstår 224 dagar av året.

## Namnsdagar

### I den svenska almanackan
- Nuvarande – Konstantin och Conny
- Föregående i bokstavsordning
  - Conny – Namnet infördes på dagens datum 1986 och har funnits där sedan dess.
  - Konstantia – Namnet förekom före 1901 tidvis på 18 februari. 1986 infördes det på dagens datum, men utgick 1993.
  - Konstantin – Namnet förekom på 1600-talet på 18 februari, men flyttades 1708 till dagens datum, i formen Konstantin Magnus, vilket är latin för Konstantin den store, som var en romersk kejsare, som införde kristendomen som statsreligion i romerska riket. 1901 återinfördes den kortare formen Konstantin och har funnits på dagens datum sedan dess.
  - Konstantin Magnus – Namnet infördes på dagens datum 1708, till minne av den romerske kejsaren Konstantin den store, som lät införa kristendomen som statsreligion i romerska riket. 1901 utgick det till förmån för den kortare formen Konstantin.
- Föregående i kronologisk ordning
  - Före 1708 – ?
  - 1708–1900 – Konstantin Magnus
  - 1901–1985 – Konstantin
  - 1986–1992 – Konstantin, Conny och Konstantia
  - 1993–2000 – Konstantin och Conny
  - Från 2001 – Konstantin och Conny
- Källor
  - Brylla, Eva (red.): Namnlängdsboken, Norstedts ordbok, Stockholm, 2000. ISBN 91-7227-204-X
  - af Klintberg, Bengt: Namnen i almanackan, Norstedts ordbok, Stockholm, 2001. ISBN 91-7227-292-9

### Finlandssvenska almanackan
- Nuvarande från 2020[1] – Conny, Konstantin
- I föregående revideringar[a][2]
  - 1929–1994 – Konstantin
  - 1995–2019 – Konstantin, Conny

## Händelser
- 1216 – De engelska baronerna och Londons innevånare mottar den franske tronföljaren Ludvig Lejonet med öppna armar och erkänner honom som kung av England i opposition mot den sittande engelske kungen Johan och, efter dennes död ett halvår senare, även mot efterträdaren Henrik III. Året därpå tvingas Ludvig dock skriva under en deklaration, där han erkänner, att han aldrig har varit Englands regent.
- 1481 – Vid Kristian I:s död efterträds han direkt av sin son Hans som kung av Danmark. Det dröjer dock till 1483, innan Hans även efterträder Kristian som kung av Norge, efter att drotsen Jon Svalesson Smör har avsagt sig makten.
- 1502 – Den portugisiske upptäcktsresanden João da Nova upptäcker en isolerad och obebodd ö i Atlanten, som han ger namnet Sankta Helena efter helgonet med samma namn. Ön förblir oanvänd fram till 1645, då Portugal börjar göra anspråk på den. Från 1659 är den dock i engelska (från 1707 brittiska) händer.
- 1804 – Kyrkogården Père-Lachaise, uppkallad efter 1600-talskungen Ludvig XIV:s biktfader François d'Aix de La Chaise, invigs utanför Paris. Eftersom den anses ligga för långt bort från den dåvarande staden blir den till en början inte särskilt populär. För att råda bot på detta flyttas kvarlevorna av 1600-talsförfattarna Jean de La Fontaine och Molière snart dit, vilket leder till att den så småningom blir en kyrkogård för kändisar. Idag är den Paris största kyrkogård och där vilar en mängd kändisar, även icke-franska.
- 1840 – Den nyzeeländske guvernören William Hobson utropar brittisk överhöghet över båda Nya Zeelands huvudöar (Nordön genom avtal och Sydön genom upptäckt), tre och en halv månad efter att man den 6 februari genom Waitangifördraget har kommit överens med den inhemska maoribefolkningen hur det brittiska styret över öarna ska skötas. Den 16 november samma år konstitueras Nya Zeeland som brittisk koloni.
- 1927 – Den svenskättade amerikanske flygaren Charles Lindbergh landar på Paris-Le Bourgets flygplats i Paris efter att på 33,5 timmar med flygplanet Spirit of St. Louis ha flugit från New York. Den första flygningen över Atlanten har ägt rum 1919, men detta är första gången någon har gjort det ensam.
- 1932 – Den amerikanska flygaren Amelia Earhart landar i Londonderry på Nordirland efter att på strax under 15 timmar ha flugit från Newfoundland i Kanada. Dels slår hon hastighetsrekord i flygning över Atlanten, dels blir hon den första kvinnan som flyger ensam över detta hav.
- 1982 – Brittiska trupper börjar landstiga på Falklandsöarna under det pågående Falklandskriget mot Argentina, en och en halv månad efter att kriget har utbrutit. De argentinska trupperna kapitulerar tre veckor senare.
- 1985 – Österrike beslutar att köpa 24 stycken begagnade exemplar av det svenska jaktplanet Saab 35 Draken. Planerna på inköpet har uppstått redan 1968 och inköpet väcker nu stark kritik i Österrike, eftersom planen nu är mycket gamla (de är byggda i början av 1960-talet). De förblir dock i tjänst i det österrikiska flygvapnet fram till 2005.
- 1991 – 16 personer, inklusive den förre indiske premiärministern Rajiv Gandhi, dödas då den lankesiska separatisten och självmordsbombaren Thenmuli Rajaratnam utlöser en bomb i Sriperumbudur.
- 2006
  - I Montenegro hålls en folkomröstning om huruvida federationen Serbien och Montenegro ska upplösas.[3] Då ja-sidan vinner med 55,4 procent av rösterna (mot nej-sidans 44,6 procent) utropar Montenegro den 3 juni samma år sin självständighet från federationen.
  - Sverige besegrar Tjeckien med 4–0 i finalen av årets ishockey-VM. Sverige blir därmed det första land som vinner guld i ishockey i både vinter-OS och VM under samma år.

## Födda
- 1471 – Albrecht Dürer, tysk målare och grafiker
- 1527 – Filip II, engelsk prinsgemål 1554–1558 (gift med Maria I), kung av Spanien 1556–1598 och av Portugal 1580–1598
- 1664 – Giulio Alberoni, italiensk kardinal, diplomat och statsman
- 1688 – Alexander Pope, brittisk författare
- 1751 – Gudmund Jöran Adlerbeth, svensk skald, lärd och statsman, ledamot av Svenska Akademien 1786–1818
- 1759 – Joseph Fouché, fransk revolutionspolitiker, polisminister i Paris 1799–1810
- 1775 – Lucien Bonaparte, fransk politiker, yngre bror till Napoleon I
- 1780 – Elizabeth Fry, brittisk kväkare, fängelsereformator och filantrop
- 1787 – John Page, amerikansk politiker, guvernör i New Hampshire 1839–1842
- 1792 – Gaspard-Gustave Coriolis, fransk ingenjör, fysiker och matematiker
- 1796 – Reverdy Johnson, amerikansk jurist och whigpolitiker, senator för Maryland 1845–1849, USA:s justitieminister 1849–1850
- 1805 – Karl Backman, finländsk pedagog och skolledare
- 1825 – Lars Magnus Carlsson, svensk gästgivare, godsägare och riksdagsman
- 1843
  - Albert Gobat, schweizisk advokat och politiker, mottagare av Nobels fredspris 1902
  - Louis Renault, fransk jurist och diplomat, mottagare av Nobels fredspris 1907
- 1844 – Henri Rousseau, fransk målare och tulltjänsteman
- 1851 – Léon Bourgeois, fransk jurist och politiker, mottagare av Nobels fredspris 1920
- 1860 – Willem Einthoven, nederländsk fysiolog, mottagare av Nobelpriset i fysiologi eller medicin 1924
- 1867 – Augustus O. Stanley, amerikansk demokratisk politiker, guvernör i Kentucky 1915–1919, senator för samma delstat 1919–1925
- 1868 – Walter Welford, brittisk-amerikansk politiker, guvernör i North Dakota 1935–1937
- 1878 – Glenn Curtiss, amerikansk motorcykel- och flygpionjär
- 1881 – Karl Westerström, svensk godsägare och högerpolitiker
- 1891
  - Gustaf Boge, svensk filmfotograf
  - Maja Cassel, svensk skådespelare och operettsångare
- 1896 – John Chandler Gurney, amerikansk republikansk politiker, senator för South Dakota 1939–1951
- 1898 – Sven Säfwenberg, svensk bandymålvakt och ishockeyspelare, mottagare av Svenska Dagbladets guldmedalj 1933
- 1904 – Thomas Wright Waller, amerikansk jazzpianist och kompositör med artistnamnet Fats Waller
- 1912
  - Sven Melin, svensk skådespelare och sångare
  - Lille Bror Söderlundh, svensk tonsättare, vissångare och kompositör
  - Kurt Bolender, tysk SS-officer
- 1913
  - Lars Lennartsson, svensk sångare och skådespelare
  - Holge Ottosson, svensk direktör, kommunpolitiker och riksdagsman
- 1916 – Harold Robbins, amerikansk författare
- 1917 – Raymond Burr, kanadensisk-amerikansk skådespelare
- 1920 – Anthony Steel, brittisk skådespelare
- 1921 – Andrej Sacharov, sovjetrysk kärnfysiker och medborgarrättskämpe, mottagare av Nobels fredspris 1975
- 1925 – Olof Thunberg, svensk skådespelare och regissör
- 1926 – Marta Toren, svensk skådespelare
- 1927 – Kay Kendall, brittisk skådespelare
- 1933 – Ulf Björlin, svensk dirigent, tonsättare och filmmusikarrangör
- 1934 – Bengt Samuelsson, svensk professor i medicinsk kemi, mottagare av Nobelpriset i fysiologi eller medicin 1982
- 1936 – Günter Blobel, tysk-amerikansk biolog och läkare, mottagare av Nobelpristagare i fysiologi eller medicin 1999
- 1938 – Kay Pollak, svensk filmregissör
- 1943 – Michael Noonan, irländsk politiker, Irlands finansminister 2011–2017
- 1944 – Mary Robinson, irländsk politiker, Irlands president 1990–1997
- 1946 – Lakke Magnusson, svensk skådespelare
- 1949 – Björn Ranelid, svensk författare
- 1952 – Laurence Tureaud, amerikansk skådespelare med artistnamnet Mr. T
- 1957
  - Staffan Hallerstam, svensk skådespelare och läkare
  - Judge Reinhold, amerikansk skådespelare
- 1958 – Tom Feeney, amerikansk republikansk politiker, kongressledamot 2003–2009
- 1959
  - Nick Cassavetes, amerikansk skådespelare, manusförfattare och regissör
  - Kent Edlund, svensk bandyspelare
- 1960 – Jeffrey Dahmer, amerikansk seriemördare
- 1964 – Tommy Albelin, svensk ishockeyspelare, VM-guld och kopia av Svenska Dagbladets guldmedalj 1987
- 1973 – Noel Fielding, brittisk ståuppkomiker och skådespelare
- 1975 – Marit Bergman, svensk sångare, pianist, gitarrist och låtskrivare
- 1980 – Chris Raab, amerikansk skådespelare
- 1985
  - Mutya Buena, brittisk musiker, sångare och låtskrivare, medlem i gruppen Sugababes 1998–2005
  - Mark Cavendish, brittisk tävlingscyklist
- 1992 – Olivia Olson, amerikansk skådespelare
- 2002 – Elena Huelva, spansk canceraktivist

## Avlidna
- 987 – Ludvig lättingen, omkring 20, kung av Västfrankiska riket sedan 986
- 1290 – Johan Odulfsson, svensk kyrkoman, ärkebiskop i Uppsala stift 1281–1284
- 1471 – Henrik VI, 49, kung av England och herre över Irland 1422–1461 och från 1470 till 11 april detta år (mördad)
- 1481 – Kristian I, 55, kung av Danmark sedan 1448, av Norge sedan 1450 och av Sverige 1457–1464
- 1542 – Hernando de Soto, omkring 45, spansk upptäcktsresande
- 1639 – Tommaso Campanella, 70, dominikansk teolog, filosof och poet
- 1724 – Robert Harley, 62, engelsk earl, statsman och boksamlare
- 1742 – Lars Roberg, 78, svensk medicinsk och naturvetenskaplig forskare, grundare av Akademiska sjukhuset
- 1786 – Carl Wilhelm Scheele, 43, svensk kemist och apotekare
- 1800 – Carl August Ehrensvärd, 55, svensk greve, sjömilitär, konstteoretiker, konstnär och arkitekt
- 1817 – Johan Christopher Toll, 74, svensk militär, generalfältmarskalk, landshövding, generalguvernör och krigsminister
- 1847 – Jonas Henrik Gistrén, 79, svensk läkare, en av grundarna av Svenska Läkaresällskapet
- 1858 – Charles-Louis Havas, 74, fransk journalist och affärsman
- 1865 – Jeremiah Clemens, 50, amerikansk demokratisk politiker och författare, senator för Alabama 1849–1853
- 1873 – Ange Guépin, 67, fransk läkare och publicist
- 1895 – Franz von Suppé, 76, österrikisk kompositör
- 1916 – Artúr Görgey, 98, ungersk militär, överbefälhavare för den ungerska upprorshären 1848–1849
- 1919 – Leonard Holmström, 78, svensk geolog och folkhögskoleföreståndare
- 1920 – Venustiano Carranza, 60, mexikansk politiker, Mexikos president sedan 1917 (mördad)
- 1929 – Archibald Primrose, 82, brittisk politiker, Storbritanniens utrikesminister 1886 och premiärminister 1894–1895
- 1935
  - Jane Addams, 74, amerikansk filantrop och feminist, mottagare av Nobels fredspris 1931
  - Arvid Gyllström, 45, svensk-amerikansk akrobat, manusförfattare, producent och regissör
- 1949 – Klaus Mann, 42, tysk författare
- 1950 – Harry L. Davis, 72, amerikansk republikansk politiker, guvernör i Ohio 1921–1923
- 1952 – John Garfield, 39, amerikansk skådespelare
- 1954 – Anton de Verdier, 75, svensk skådespelare
- 1964 – James Franck, 82, tysk-amerikansk fysiker, mottagare av Nobelpriset i fysik 1925
- 1973
  - Carlo Emilio Gadda, 79, italiensk författare
  - Ivan Konev, 75, sovjetisk militär, marskalk
- 1976 – Lee E. Emerson, 77, amerikansk republikansk politiker, guvernör i Vermont 1951–1955
- 1980 – Ingrid Foght, 60, svensk skådespelare
- 1981 – Charles Woodruff Yost, 73, amerikansk diplomat, FN-ambassadör 1969–1971
- 1983 – Boris Stepantsev, 53, sovjetisk regissör
- 1991 – Rajiv Gandhi, 46, indisk politiker, Indiens premiärminister 1984–1989 (mördad)
- 1995 – Les Aspin, 56, amerikansk demokratisk politiker, USA:s försvarsminister 1993–1994
- 1999 – Karnail Paul Pitts, 21, amerikansk rappare med artistnamnet Bugz, medlem i hiphop-gruppen D12 (mördad)
- 2000
  - Barbara Cartland, 98, brittisk författare
  - John Gielgud, 96, brittisk skådespelare
- 2002 – Niki de Saint Phalle, 71, fransk konstnär
- 2007 – Bruno Mattei, 75, italiensk filmregissör
- 2008 – Michelle Meldrum, 39, amerikansk hårdrocksgitarrist
- 2010
  - Anna-Lena Löfgren, 66, svensk sångare
  - Ingrid Segerstedt Wiberg, 98, svensk riksdagsledamot, journalist och debattör
- 2014
  - Jaime Lusinchi, 89, venezuelansk politiker, president 1984–1989
  - R. Umanath, 92, indisk kommunistisk politiker
- 2016 – Sándor Tarics, 102, ungersk vattenpolospelare
- 2018 – Vassilis N. Triandafilidis, 78, grekisk skådespelare, komiker och manusförfattare med artistnamnet Harry Klynn
- 2020 – Oliver Williamson, 87, amerikansk ekonom, mottagare av Sveriges riksbanks pris i ekonomisk vetenskap till Alfred Nobels minne 2009